# FINA
Fédération Internationale de Natation forkortet FINA er svømmeforbundenes verdensorganisation. Dansk Svømmeunion er medlem af FINA. FINA varetager en række opgaver indenfor de fem vandsportsgrene: svømning, vandpolo, udspring, synkronsvømning og svømning i åbent vand. Disse opgaver er bl.a.:
- FINA arrangerer verdensmesterskaber (i samarbejde med værtsnationen)
- Registrering af rekorder
- Revidering af svømmeregler

## Ekstern henvisning
- Wikimedia Commons har flere filer relateret til FINA
- FINAs hjemmeside Arkiveret 11. februar 2011 hos  Wayback Machine

| Sport | Spire Denne artikel om sport er en spire som bør udbygges. Du er velkommen til at hjælpe Wikipedia ved at udvide den. |

| Forening eller organisation | Spire Denne artikel om en forening eller organisation er en spire som bør udbygges. Du er velkommen til at hjælpe Wikipedia ved at udvide den. |